# 味里
味里（6月14日—），出生於日本神奈川縣，日本女性配音員。曾隸屬於Production Ace，現為自由身。

## 人物
- 娛樂傳媒總合學院出身[2]。
- 2010年5月、與咲乃藍里組成聲優組合「'etoile」[3]。
- 擅長撈金魚，曾在祭典中撈了124隻[4]。

## 演出作品

### 電視動畫
2011年
- 丹特麗安的書架（女子A）
- 死囚樂園（廣播聲）
- 日常（玉村、小雞、女孩）
- 結界女王（三年生A）
- 魔劍姬！（砂藤季美）

2012年
- 槍械少女！！（艾兒〈L85A1〉）

2013年
- 約會大作戰（崇宮真那）
- 我的腦內戀礙選項（柔風小凪）

2014年
- 狐仙的戀愛入門（桃山南）
- 魔劍姬！通（砂藤季美）
- 約會大作戰Ⅱ（崇宮真那）

2015年
- 新妹魔王的契約者（榊千佳）
- 絕命制裁X（鈴江好實）

### 劇場版動畫
約會大作戰劇場版 萬由里審判 （崇宮 真那）

### 遊戲
2008年
- 心跳魔女神判！2（雙葉奈美、雙葉凪）

2012年
- 涼宮春日的追憶
- 日常〈宇宙人〉（玉村）

2013年
- 艦隊收藏（武藏、伊8、伊19）

2014年
- 約會大作戰 或守Install（崇宮真那）

### 廣播
- HangamePresents ラジオ「もえぱちっ!冬休みスペシャル!」（音泉：2011年12月26日）
- うぽって!!ラジオ 〜とつげき!!sweet ARMS〜（HiBiKi Radio Station：2012年3月23日 - 9月28日）

### 外語配音
- 愛情殺手吳水晶
- 慾海醫心
- 階伯
- 檢察官公主（李尤娜、尹彬）
- 鐵證懸案
- 異國情緣
- 恰恰特快車
- 怪醫豪斯
- 辯護律師
- 夢想起飛Dream High
- 檀島警騎2.0

## 引用
1. ↑  . 味里のブログ. 2015-12-01  [2016-11-22]. （原始内容存档于2016-05-27） （日语）.
2. ↑  .   [2010-06-19]. （原始内容存档于2016-09-15）.
3. ↑  .   [2010-06-17]. （原始内容存档于2016-03-05）.
4. ↑  .   [2012-08-05]. （原始内容存档于2016-09-16）.

## 外部連結
- ajility-store（页面存档备份，存于）（本人的Blog）
- 味里。的X（前Twitter）